# Pasilly
Pasilly ist eine französische Gemeinde mit 50 Einwohnern (Stand: 1. Januar 2022) im Département Yonne in der Region Bourgogne-Franche-Comté (vor 2016 Bourgogne) im Osten Frankreichs. Die Gemeinde gehört zum Arrondissement Avallon und zum Kanton Chablis (bis 2015 Noyers). 

## Geografie
Pasilly liegt etwa 52 Kilometer ostsüdöstlich von Auxerre. Umgeben wird Pasilly von den Nachbargemeinden Moulins-en-Tonnerrois im Norden und Nordwesten, Argenteuil-sur-Armançon im Norden und Nordosten, Villiers-les-Hauts im Osten und Nordosten, Étivey im Osten und Südosten, Sarry im Süden sowie Censy im Westen.

## Einwohnerentwicklung
| Jahr                      | 1962 | 1968 | 1975 | 1982 | 1990 | 1999 | 2006 | 2013 |
| ------------------------- | ---- | ---- | ---- | ---- | ---- | ---- | ---- | ---- |
| Einwohner                 | 64   | 51   | 46   | 39   | 39   | 51   | 52   | 54   |
| Quelle: Cassini und INSEE |      |      |      |      |      |      |      |      |

## Sehenswürdigkeiten

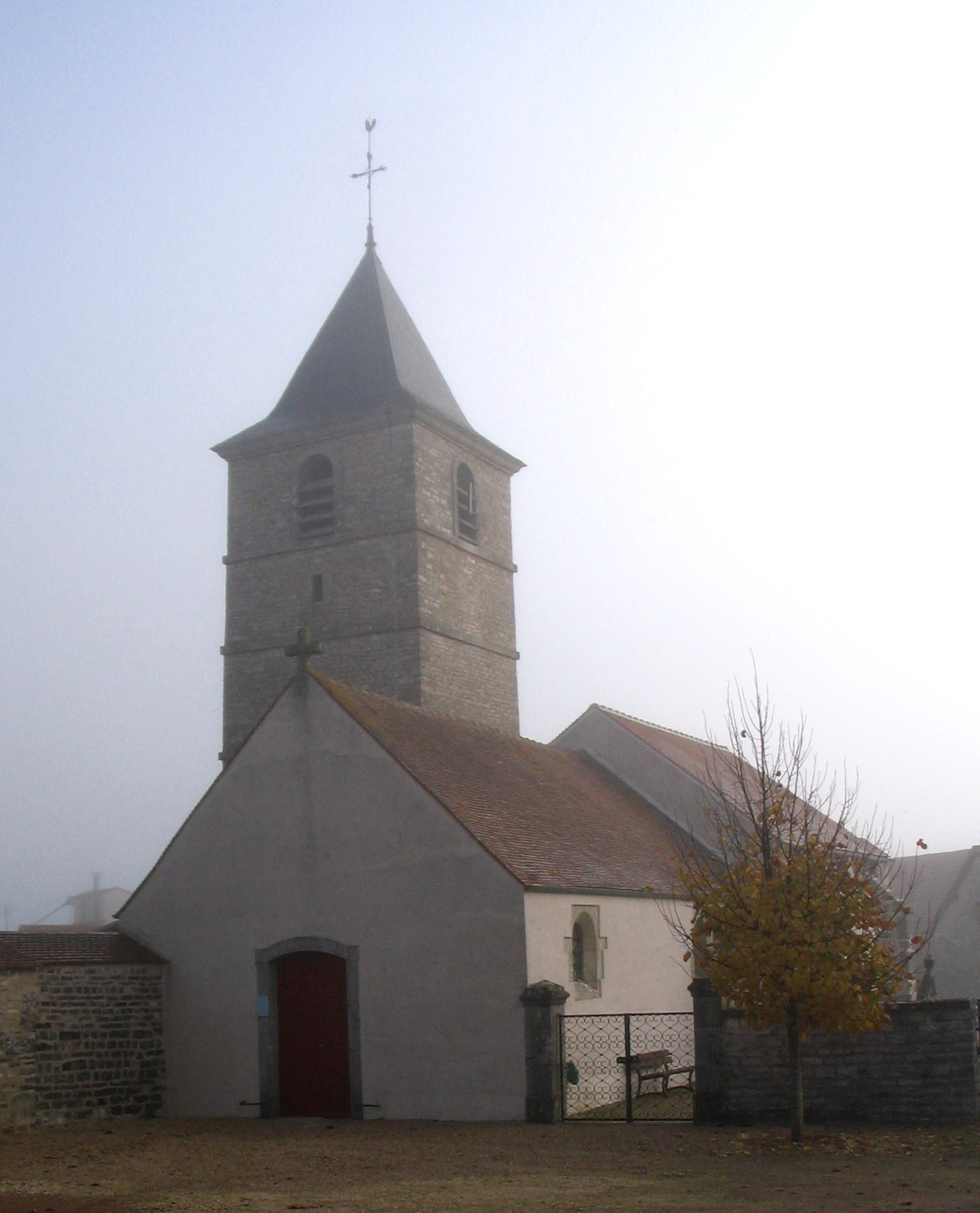
Kirche Saint-Aubain

- Kirche Saint-Aubain